# Der Soldat (Mirko Jelusich)
Der Soldat ist ein historischer Roman des österreichischen Schriftstellers Mirko Jelusich über den preußischen General und Heeresreformer Scharnhorst.
Das Buch erschien zum ersten Mal 1939 im Wiener Verlag Speidl. Der Roman ist ein Beispiel für Jelusichs historische Romane um Männer der Macht im Sinne nationalistischer, später nationalsozialistischer Ideologie. Das Buch war im nationalsozialistischen Deutschland außerordentlich erfolgreich, erlebte 1941 bereits die 100. Auflage und gehörte mit anderen Romanen Jelusichs zu den Bestsellern der Zeit des Nationalsozialismus. Nach dem Zweiten Weltkrieg wurde es 1972 von dem österreichischen Verlag Schütz in Oldendorf wieder aufgelegt.
Die Deutsche Verwaltung für Volksbildung der damaligen Sowjetischen Besatzungszone (DDR) setzte das Buch 1947 auf die Liste der auszusondernden Literatur.